# Şıxlar (Sabirabad)
Şıxlar è un comune dell'Azerbaigian situato nel distretto di Sabirabad. Conta una popolazione di 693 abitanti.